# Goodbye Ellston Avenue
| Đánh giá chuyên môn | Đánh giá chuyên môn |
| Nguồn đánh giá      | Nguồn đánh giá      |
| Nguồn               | Đánh giá            |
| ------------------- | ------------------- |
| AllMusic            | [ 2 ]               |

Goodbye Ellston Avenue là album phòng thu đầu tay của ban nhạc punk rock người Mỹ Pinhead Gunpowder. Nó được phát hành vào ngày 25 tháng 2 năm 1997, thông qua Lookout! Reacords. Album được tái phát hành trên đĩa nhựa và CD thông qua Recess Records. Đây là album phòng thu duy nhất của Pinhead Gunpowder tính đến năm 2020.

## Tiếp nhận
Kerrang! đã gọi album là "Billie Joe với thể loại punk-rock hay nhất của anh ấy."

## Danh sách bài hát
Tất cả lời bài hát được viết bởi Aaron Cometbus, ngoại trừ những chỗ được ghi chú; tất cả nhạc phẩm được soạn bởi Pinhead Gunpowder, ngoại trừ những chỗ được ghi chú.
| STT              | Nhan đề                                                                       | Thời lượng |
| ---------------- | ----------------------------------------------------------------------------- | ---------- |
| 1.               | "Life During Wartime"                                                         | 1:49       |
| 2.               | "Without Me"                                                                  | 1:29       |
| 3.               | "High Maintenance" (viết bởi Cometbus và Jason White)                         | 1:36       |
| 4.               | "Backyard Flames" (lời đựoc viết bởi Bill Schneider)                          | 1:30       |
| 5.               | "Song of My Returning" (viết và biểu diễn lần đầu bởi Phil Ochs)              | 2:28       |
| 6.               | "Once More Without Feeling"                                                   | 1:47       |
| 7.               | "I Walk Alone"                                                                | 1:17       |
| 8.               | "Train Station" (âm nhạc bởi Pinhead Gunpowder và Paul Curran)                | 1:30       |
| 9.               | "Homesick Hopes" (lời bởi White)                                              | 1:46       |
| 10.              | "Brother" (âm nhạc bởi John Quittner)                                         | 3:20       |
| 11.              | "Swan Song"                                                                   | 1:38       |
| 12.              | "Work for Food" (viết bởi Eric Baffert; trình diễn lần đầu bởi The Big Foist) | 1:33       |
| 13.              | "The Great Divide"                                                            | 2:15       |
| Tổng thời lượng: | Tổng thời lượng:                                                              | 23:54      |

## Nhân sự
- Aaron Cometbus - trống
- Bill Schneider - bass, giọng hát đệm
- Billie Joe Armstrong - guitar, giọng hát
- Jason White - guitar, giọng hát

Sản xuất
- Kevin Army - nhà sản xuất
- John Golden - hậu kỳ âm thanh
- Aaron Cometbus - thiết kế đồ họa, ảnh bìa
- Bill Schneider - nhiếp ảnh